# Kleinstspende

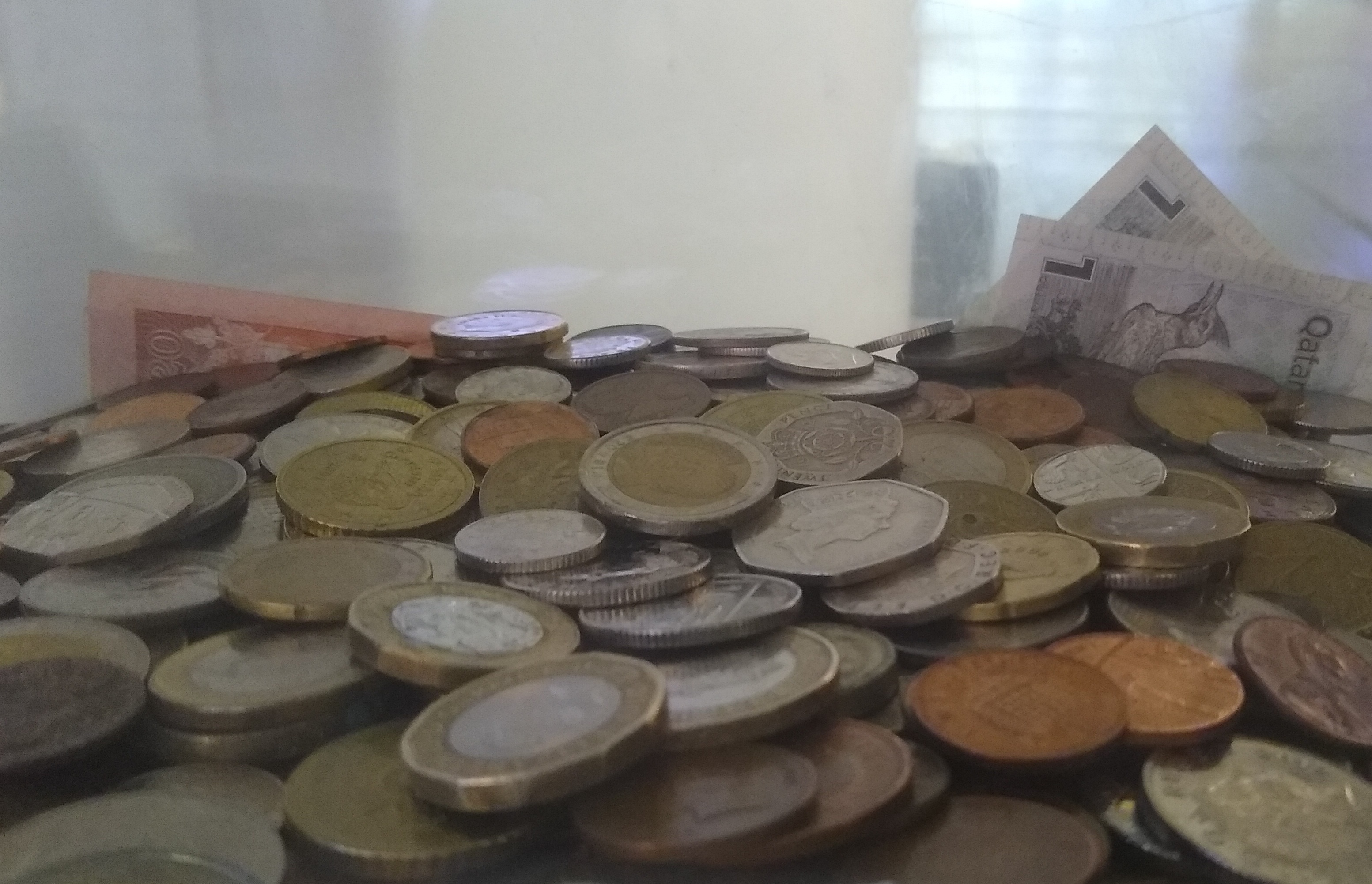
Münzen verschiedener Währungen, gesammelt am Flughafen Heathrow

Der Begriff Kleinstspende (auch: Kleinspende, Mikrospende) bezeichnet Spenden geringer Geldbeträge.
Traditionell gehören dazu zum Beispiel ein Beitrag zum Klingelbeutel beziehungsweise das Spenden von geringen Wechselgeldbeträgen an karitative Einrichtungen in dafür bereitgestellte Behälter zum Beispiel an Warenhauskassen. Auch spielt das Spendensammeln von kleineren Beträgen mittels Mehrwertdiensten, SMS und Micropayment- bzw. Social-Payment-Zahlungssystemen eine zunehmende Rolle.
Sowohl im karitativen als auch im Parteispendenbereich haben Kleinstspenden in der Moderne eine wichtiger werdende Bedeutung: So schaffte es zum Beispiel Barack Obama während des Wahlkampfes zur Präsidentschaftswahl in den Vereinigten Staaten im Jahre 2008 alleine im Juni dieses Jahres 52 Millionen US-Dollar über Onlinedienste einzuwerben; 31 Millionen Dollar davon waren Kleinstspenden von 200 Dollar oder weniger.